# Magie (roman)
Magie este un roman fantasy de Angie Sage. Este prima carte din seria Septimus Heap. Continuarea, Zborul a fost lansată în Regatul Unit în martie 2006 (în română a fost lansată în septembrie 2007) iar al treilea volum din serie care se numește Leacuri a fost lansat în martie 2007. Al patrulea volum se va numi în engleză Queste, însemnând Căutarea.

## Introducerea povestii
Septimus Heap, al șaptelea fiu al unui al șaptelea fiu, este declarat mort în noaptea în care s-a născut. În aceeași noapte, tatăl său, Silas, găsește în zăpadă o fetiță nou-nascută cu ochi violenți. Familia Heap o iau pe fetiță la casa lor, îi dau numele de Jenna, după numele mamei lui Sarah, și o cresc ca pe propriul lor copil. Părinții iși dau seama că ea este fiica reginei și încearcă să o protejeze de cei care îi doresc răul.

## Continuare
Continuarea seriei: Zborul - vol. 2 din seria Septimus Heap